# Ri Myong-guk
Ri Myong-guk (ur. 9 września 1986 w Pjongjang) – północnokoreański piłkarz występujący na pozycji bramkarza w klubie Pyongyang City. W 2009 roku był nominowany do nagrody Azjatyckiego Piłkarza Roku.

## Kariera
Ri Myong-guk od początku swojej kariery związany jest z klubem Pyongyang City, w którym występuje od 2006 roku. W 2007 roku zadebiutował w reprezentacji Korei Północnej. Został powołany do kadry na Mistrzostwa świata 2010. Wystąpił tam we wszystkich meczach grupowych.